# Jednostka mobilizująca
Jednostka mobilizująca – w nomenklaturze używanej w Wojsku Polskim jest to jednostka wojskowa istniejąca w czasie pokoju, która w czasie mobilizacji uzupełnia się lub przeformowuje według etatu czasu wojennego (uzupełnia się żołnierzami rezerwy, pojazdami z gospodarki narodowej) oraz taka, której powierzono zadania związane z mobilizacyjnym rozwinięciem innych jednostek wojskowych. Jednostka mobilizująca odpowiada za zmobilizowanie (sformowanie od nowa) jednostek wojskowych (jednostka mobilizowana) nakazanych przez Szefa Sztabu Generalnego WP. 
Jednostka mobilizowana przez jednostkę mobilizującą powstaje w ramach planu rozwinięcia mobilizacyjnego i przejścia sił zbrojnych z etatów i organizacji czasu pokojowego na etaty i organizację czasu wojennego.

## Elementy bazy mobilizacyjnej
Jednostka mobilizująca organizuje elementy bazy mobilizacyjnej. Są to:
- Zespół Kierowania Mobilizacyjnym Rozwinięciem Jednostki:

to organ dowodzenia wspomagający dowódcę w czasie kierowania mobilizacyjnym rozwinięciem jednostki. W jego skład  wchodzą żołnierze zajmujący się problematyką gotowości mobilizacyjnej i bojowej; są to zazwyczaj oficerowie sekcji S-1 i  S-3, a także żołnierze sekcji S-4 odpowiedzialni za część materiałową i techniczną.
- Punkt Kontrolno – Informacyjny:

w jego składzie pracują osoby posiadające nadane pracownicze przydziały mobilizacyjne; zadaniem PKI jest sprawne przyjęcie żołnierzy rezerwy; w jego ramach organizuje się stanowiska przyjęcia żołnierzy rezerwy, punkt medyczny, punkt OPBMR, punkt informacji finansowej i logistycznej, stanowiska statystyczne, punkt fotograficzny i służbę porządkowo – ochronną;
- Punkt Przyjęcia i Wyposażania:

do jego podstawowych zadań należy: sprawdzenie tożsamości żołnierzy rezerwy skierowanych przez PKI, ujęcie ich w ewidencji pododdziału i wydanie wyposażenia indywidualnego; w jego ramach rozwijane jest stanowisko ewidencyjne, stanowisko wydawania mundurów, przebieralnia  wraz z punktem przyjęcia ubrań cywilnych i przedmiotów osobistych, stanowisko wydawania broni i innych należności;
- Punkt Przyjęcia i Rozdziału Środków Transportowych:

zapewnia przyjęcie i dostosowanie pojazdów pobieranych z gospodarki narodowej do funkcjonowania w Siłach Zbrojnych; w jego składzie rozwija się stanowisko kontroli stawiennictwa, stanowiska przyjęcia, stanowiska dostosowania i wyposażania, stanowiska rozdziału wraz z rejonem wyczekiwania; służba porządkowo – ochronna  PRT odpowiedzialna jest także za regulację ruchu;
- Grupy  Ewakuacyjne:

rozwijane w celu przygotowania sprzętu wojskowego i broni do użycia przez żołnierzy rezerwy; w ich skład wchodzą żołnierze służby czynnej i pracownicy wojska wykonujący świadczenia osobiste.